# 釋心珠
釋心珠（1921年11月2日—2015年8月20日），俗名段文衡，越南前佛教領袖。

## 生平
釋心珠1921年11月2日出生於越南寧平。釋心珠11歲出家，师从釋清敬和尚（字靈光，寧平省安慶縣鳳班寺住持）。